# Callipogon senex
Callipogon senex är en skalbaggsart som beskrevs av Dupont 1832.
Callipogon senex ingår i släktet Callipogon och familjen långhorningar. Artens utbredningsområde är Belize, El Salvador, Guatemala, Honduras och Panama. Inga underarter finns listade i Catalogue of Life.